# Arne Jacobsen

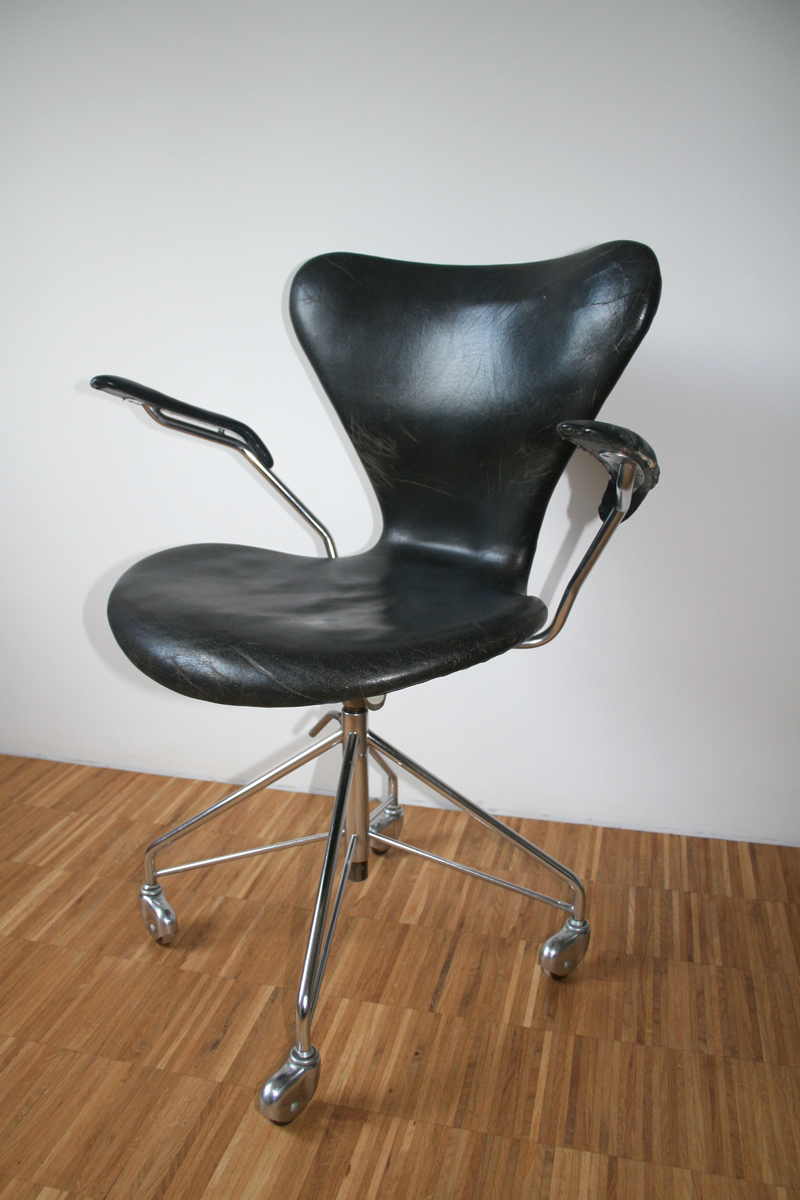
Foto de la cadira nº 7

Arne Jacobsen (Copenhaguen, 11 de febrer de 1902 - 24 de març de 1971) va ser un arquitecte i dissenyador danès, conegut per la seva contribució a l'arquitectura funcionalista i els dissenys simples i efectius de cadires.
Es va graduar a l'Acadèmia de les Arts de Copenhaguen el 1928 i va començar a exercir el 1930, podent distingir-se quatre etapes en la seva trajactòria, la primera amb l'ús de la fusta i la pedra, en la tradició nòrdica. En la segona etapa (1937-1945) es desenvolupa l'arquitectura funcionalista, introduint el formigó armat, guanyant concursos per la construcció d'ajuntaments a Dinamarca amb la seva habilitat per donar respostes senzilles a problemes complexes. A finals de la Segona Guerra Mundial, el 1943, es va refugiar a Suècia. En l'etapa de postguerra explora les possibilitats arquitectòniques del formigó armat, el vidre i l'acer, en col·laboració amb l'enginyer Folmer Andersen En la darrera etapa, a partir de 1965, explora les possibilitats de la prefabricació i la construcció industrialitzada.

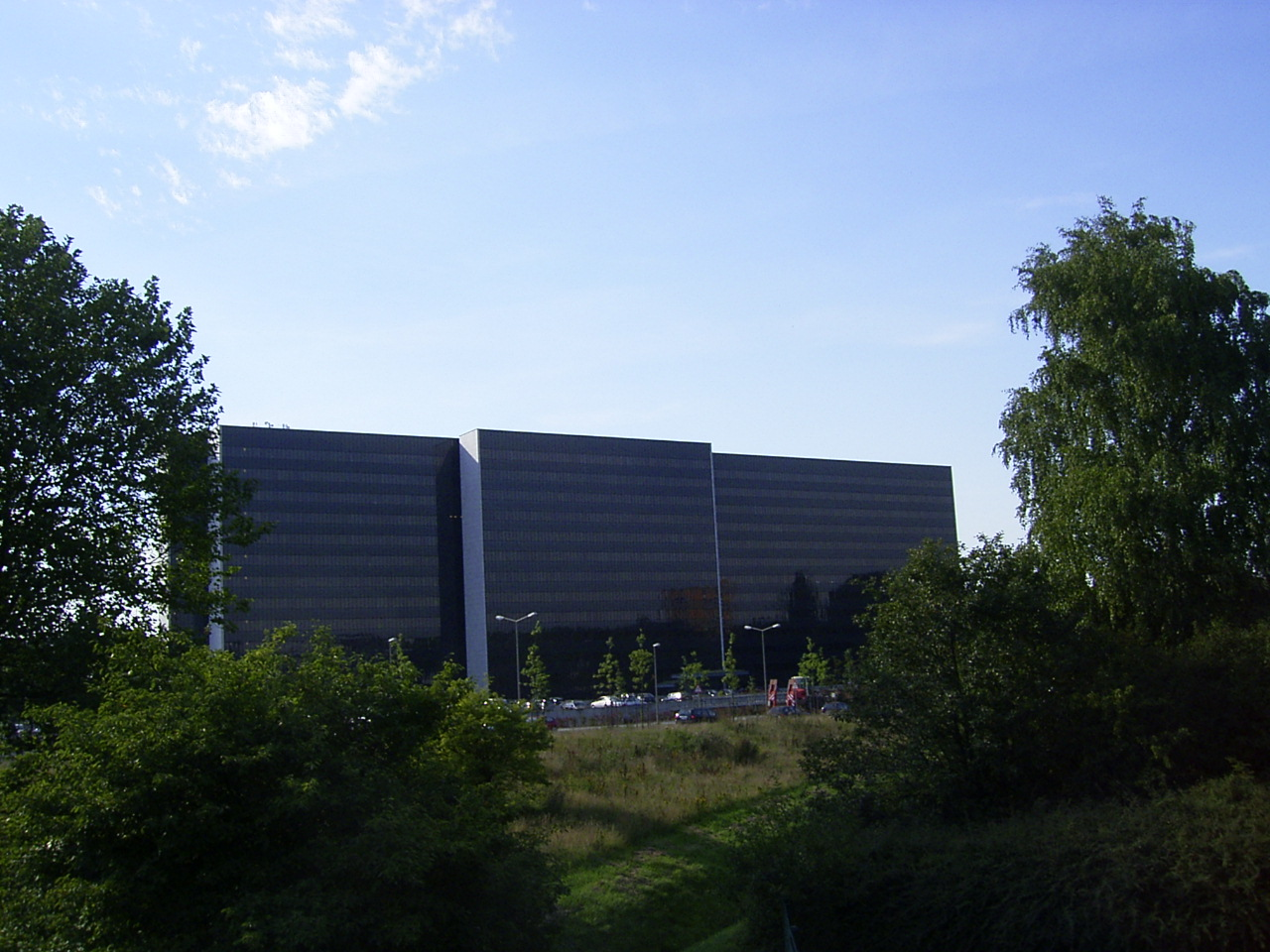
HEW (Vattenfall Europe)

## Obres
- St Catherine's College, Oxford
- Merton College, Oxford,
- Hotel SAS, Copenhagen,
- Edifici del Danish National Bank a Copenhagen,
- Diversos ajuntaments a Dinamarca.
- Ajuntament d'Aarhus
- HEW, Hamburg
- Va dissenyar molts mobles, el més conegut, la cadira Model 3107, també coneguda com la cadira número 7 l'any 1955.[4]
- També va dissenyar coberts per dretans i esquerrans que van aparèixer a la pel·lícula 2001: una odissea de l'espai de Stanley Kubrick.